# Benson Mayowa
Benson Mayowa (Inglewood, 3 agosto 1991) è un giocatore di football americano statunitense che gioca nel ruolo di defensive end per i Seattle Seahawks della National Football League (NFL). Al college ha giocato a football all'Università dell'Idaho.

## Carriera professionistica

### Seattle Seahawks
Coleman firmò coi Seattle Seahawks dopo non essere stato scelto nel Draft NFL 2013. Debuttò come professionista nella vittoria contro i Carolina Panthers della settimana 1 mettendo a segno 2 tackle. Quella fu una delle sue due presenze nella sua prima stagione regolare. Il 2 febbraio 2014 vinse il Super Bowl XLVIII quando i Seahawks batterono i Denver Broncos per 43-8.

### Oakland Raiders
Il 31 agosto 2015, Mayiowa firmò con gli Oakland Raiders. Nella prima stagione in California disputò tutte le 16 partite (di cui una come titolare) mettendo a segno 13 tackle.

### Arizona Cardinals
Nel 2018 Mayowa passò agli Arizona Cardinals.

### Oakland Raiders
Nel 2019 Mayowa firmò con gli Oakland Raiders.

### Seattle Seahawks
Il 6 aprile 2020 Mayowa firmò un contratto di un anno del valore di 3 milioni di dollari per fare ritorno ai Seattle Seahawks.

## Palmarès

### Franchigia
- Super Bowl : 1

Seattle Seahawks: Super Bowl XLVIII
- National Football Conference Championship: 1

Seattle Seahawks: 2013